# نشانه فاکس
نشانه فاکس (انگلیسی: Fox's sign) نشانه‌ای بالینی است که در آن خون‌مردگی در بالای رباط کشاله ران دیده می‌شود و در افرادی دیده می‌شود که دچار خونریزی پشت صفاق (رتروپریتوئن) هستند که معمولا در پانکراتیت حاد خونریزی‌دهنده مشاهده می‌گردد. این نشانه نامش را از جراح بریتانیایی «جان آدریان فاکس» می‌گیرد که نخستین نمونه‌های آن را در سال ۱۹۶۶ گزارش کرد. این نشانه ارتباطی به پزشک آمریکایی جرج هنری فاکس (۱۸۴۶–۱۹۳۷) ندارد.